# Zelený gang

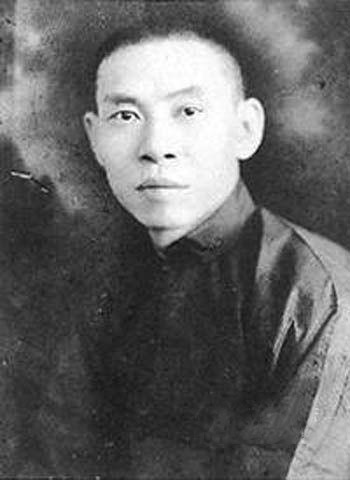
Tu Jüe-šeng

Zelený gang (čínsky 青帮 Qīngbāng) byl tajný spolek, který kontroloval šanghajské podsvětí a řídil distribuci drog ve městě v 1. polovině 20. století (s vrcholem vlivu ve 20. a 30. letech).
Jednalo se o „tři vládce“, kteří si platili čínskou policii i policii zahraničních koncesí a vybírali „daň“ z opiových doupat. Stali se aktivními stoupenci Čankajškovy politiky a terorizovali levicově orientované dělnictvo.
Název Zelený gang je odvozen z čínského termínu 青帮 – Qīngbāng, kdy 青 – qīng je „barva moře“, překládaná jako zelená, často však i modrá barva. 帮 – bāng znamená gang.

## Vznik Zeleného gangu
Zelený gang vznikl z původně náboženské sekty patriarcha Luo z počátku 16. století, která byla založena v Šan-tungu Luo Meng-čchingem. Roku 1768 císař Čchien-lung zakázal existenci sekty a zničil její chrámy, protože se obával společenské nestability, kterou by nárůst této sekty mohl přinést. To vedlo ke změně z náboženské sekty k tajné společnosti, která se později na přelomu devatenáctého a dvacátého století přejmenovala na Zelený gang.

## Význam Zeleného gangu
Zelený gang hrál důležitou roli v Šanghajském masakru, který se udál 12. dubna 1927, kdy Čankajšek brutálně likvidoval odborové předáky a komunisty. Pomocí tohoto gangu nechal Čankajšek vyčistit Šanghaj od vojsk severních militaristů. Šanghajským masakrem skončila první jednotná fronta Komunistické strany Číny a Kuomintangu.

## Členové Zeleného gangu
Členové tajných čínských společenství byli často politicky aktivní a dostávali se do vysokých vládních pozic. Chuang Ťin-žung, jeden z „Tří vládců“ Zeleného gangu, byl vybrán francouzskou koncesní policií, aby se stal detektivem, postupně se však vyšplhal do ještě vyšších pozic. Založil si svoji kriminální pověst na tom, že zneužíval svoji moc a členové Zeleného gangu byli tudíž v bezpečí před státními tresty. Dalšími z „Tří vládců“ Zeleného gangu byli Tu Jüe-šeng a Čang Siao-lin.

## Tajná společenství za dynastie Čching
Hlavní tři tajná čínská společenství (čínsky 秘密社会 – mìmì shèhuì) za dynastie Čching byli společenství Nebe a země (čínsky tiāndì huì – 天地会), Zelený gang a Červený gang (čínsky 红帮 hóng bāng).